# Hayakaken

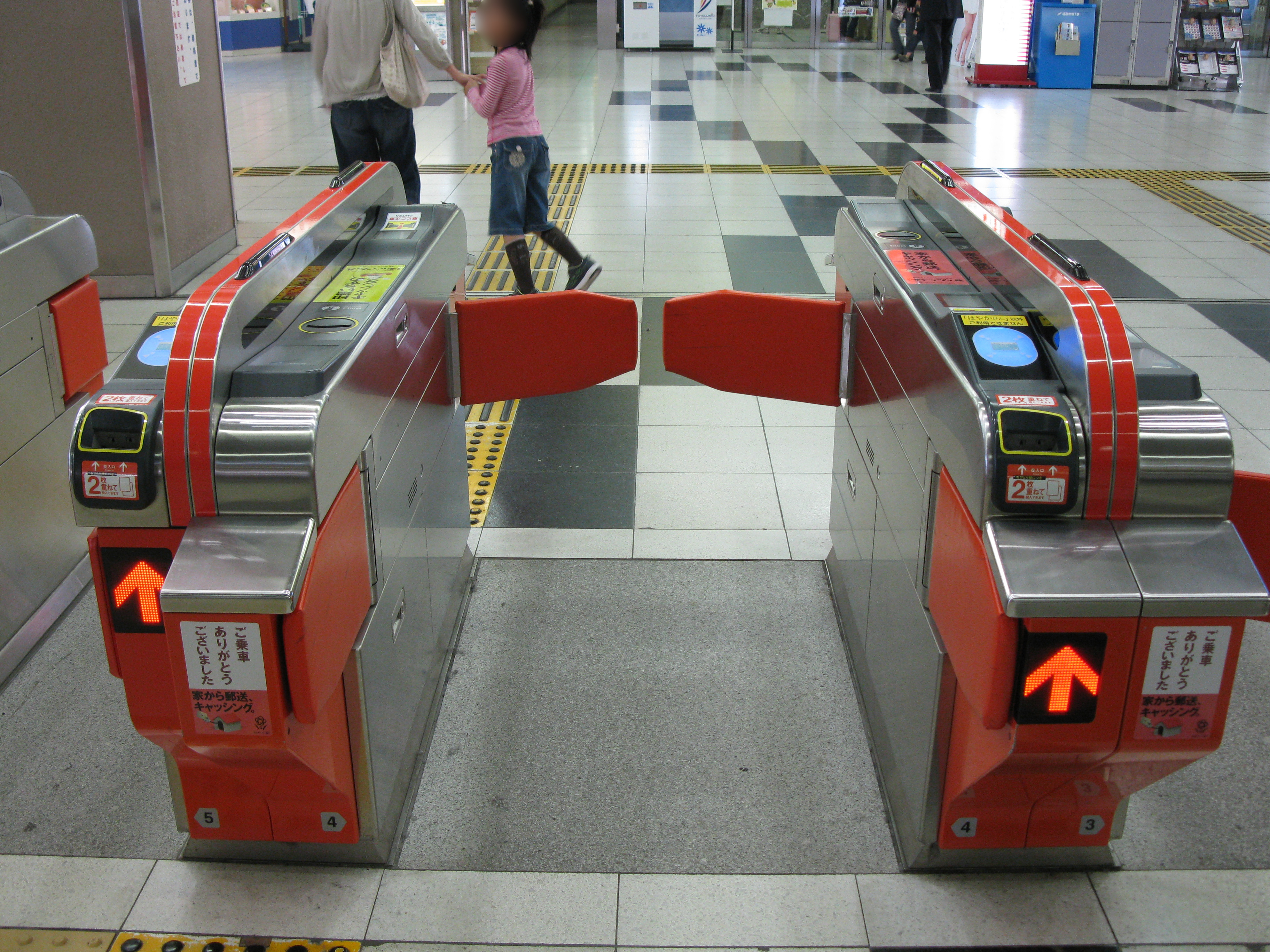
可使用はやかけん的自動閘門驗票機
（姪濱站）

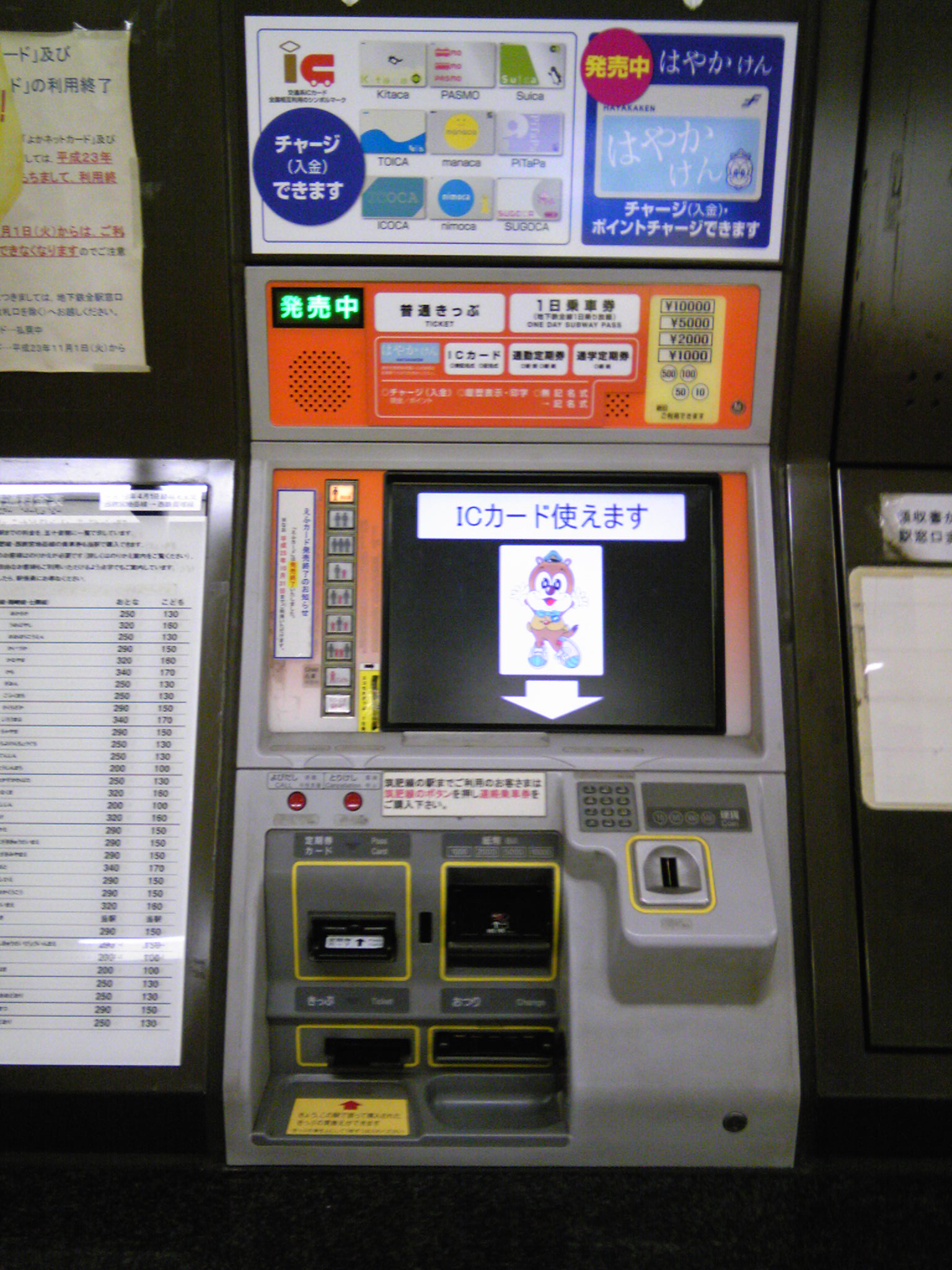
はやかけん對應的自動售票機
（藤崎站）

Hayakaken（中文又譯快捷卡）是日本一種基於CJRC規格發行的可再增值、非接觸式智能卡（IC卡），兼有儲值車票及電子錢包功能，由福岡市交通局（福岡市營地下鐵）在2009年（平成21年）3月7日開始導入使用。「はやかけん」是福岡市的登錄商標（第5175032号等）。
2017年（平成29年）9月1日，Hayakaken發行張数突破100万張。

## 簡介

「Touch & Go」拍卡進站方式

Hayakaken是福岡市交通局為取代市營地下鐵當時使用的儲值磁卡而發行，及準備其後開通與交通系IC卡間相互利用服務，並在交通類IC卡互通後亦開放了電子貨幣支付功能。Hayakaken也是全國相互利用對應交通類IC卡當中唯一使用平假名作為標記的電子票証。

### 設計
福岡市交通局將此電子票証命名為「はやかけん」，因在博多方言中有「因為很快」的意思，同時又為各平假名賦予以下意義：
| 構成 | 發想主題           | 主題原文               |
| ---- | ------------------ | ---------------------- |
| は   | 速度               | 速くて                 |
| や   | （對環境和人）友善 | （環境や人に）優しくて |
| か   | 舒適               | 快適な                 |
| けん | 票券               | 券                     |

卡面主體基調為藍色，上寫有平假名「はやかけん」和英語「Hayakaken」。但由於「はやかけん」本身未有賦予形象代言人，故此卡面上出現的插圖是福岡市營地下鐵的形象代言人「ちかまる」。
卡片背面右下角刻有以「FC」開頭的15位英數字編號，為福岡市營地下鐵的羅馬字元標記「Fukuoka Chikatetsu（Citysubway）」的開首縮寫。

### 導入區間
Hayakaken可用的乘車範圍為福岡市交通局全線各站，亦可附加往返JR九州、西鐵各站連絡定期券（地下鐵往返JR九州及西鐵各站）。

### 種類
Hayakaken分為「無記名式」及「記名式」兩種，無記名卡片僅限成人購買，記名式卡片可附加定期券功能。
記名式卡片及定期券下又有「兒童卡」（小児用）和「愛心卡」（割引用，身心障礙者本人用、看護者用、社福折扣証）。另外，愛心卡無法於Hayakaken導入區域以外區域使用（福岡市營地下鐵以外路線，如：JR線、西鐵線、西鐵巴士、筑豐電氣鐵道等路線須另行購買票券），愛心卡也無法附加發行連絡定期券。
此外，ANA在2009年12月16日起亦有對哩程俱樂部會員發行「ANAはやかけん」，AMC哩程可與Hayakaken點數交換。。

## 沿革
- 2009年（平成21年）
  - 3月7日：啟用[4]。
  - 12月16日：ANA快捷卡開始發行。
- 2010年（平成22年）3月13日：啟用與SUGOCA、nimoca、Suica之間互相使用服務，同時開放JR九州及西鐵各站間聯絡定期券，以及電子錢包功能。
- 2013年（平成25年）3月23日：啟用與Kitaca、PASMO、TOICA、manaca、ICOCA、PiTaPa之間互相使用服務（部份加盟業者除外、PiTaPa不開放電子錢包功能）。
- 2015年（平成27年）12月15日：福岡市營渡船（日语：福岡市営渡船）引入電子錢包支付[5]。
- 2017年（平成29年）4月1日：起初僅限福岡市民申請的精神障礙者折扣開放精神障礙手帳所持者申請，市外相關障礙者可申請發行愛心卡[6]。

## 電子錢包
2010年3月13日開始的四種交通系IC卡間相互利用服務開始，電子錢包功能也伴隨開放使用。Hayakaken主要導入福岡市營地下鐵車站週邊和福岡市的公共設施，但是通過相互利用也可於許多設施使用電子錢包。
| 設施 | 導入日                                  | 範圍                                                       |
| --- | --------------------------------------- | ---------------------------------------------------------- |
| Park24 | 2010年1月29日 2011年2月26日（追加導入） | 姪浜、西新、橋本駅、野芥、梅林、桜坂等車站週邊泊車轉乘優惠 |
| 唐人町商店街 | 2010年3月25日                           | 商店街積分「すいとうポイント」累積                         |
| 福岡市各區公所市民課 福岡市西部辦事處、入部辦事處、情報廣場                                                                                    | 2010年5月25日                           | 住民票、印鑑登錄證明書等手續費用支付                       |
| 福岡市各区公所課税課 福岡市財政局法人納税課 | 2010年5月25日                           | 税務關係證明手續費用支付                                   |
| 福岡市營渡船 | 2010年5月25日                           | 一般支付                                                   |
| 福岡市各区体育館 福岡市各区市民游泳池 福岡市民体育館 ももち体育館 福岡市九電記念体育館 福岡市美術館 福岡亞洲美術館 福岡市博物館 博多町家鄉土館 | 2010年5月25日                           | 一般支付                                                   |

## IC卡間整合互通

日本國內交通類IC卡互通關係圖

互相通用
以下加入「交通類IC卡全國相互利用服務」的IC卡間實施互通（Hayakaken可於該卡導入區間內使用，反之亦然）。
- Kitaca - JR北海道
- Suica - JR東日本、伊豆急行、東京單軌電車等
- PASMO - 首都圏私鐵及巴士業者
- TOICA - JR東海
- manaca - 名古屋市交通局、名古屋鐵道等
- ICOCA - JR西日本、JR四国等
- PiTaPa - 近畿圏私鐵及巴士業者等（電子錢包除外）
- SUGOCA - JR九州、北九州單軌電車
- nimoca - 西鐵集團各社等

單方面通用
以下IC卡間實施單方面通用（Hayakaken可於該卡導入區間內使用，但該卡則無法於Hayakaken導入區間內使用）。
- SAPICA - 札幌市交通局等（電子錢包除外）
- icsca - 仙台市交通局・宮城交通
- odeca - JR東日本氣仙沼線・大船渡線BRT
- Ryuto - 新潟交通
- PASPY - 廣島電鐵等
- IruCa - 高松琴平電鐵等（電子錢包除外）
- 熊本地域振興IC卡 - 熊本県縣内私鐵及巴士（電子錢包除外）

上述IC卡間互相通用服務導入後，仍有部份業者（如千葉都市單軌電車、PiTaPa範圍部份業者）或系統（如：JR東日本綠色車廂Suica系統、西鐵巴士轉乘優惠）不支援相關服務。
社福折扣IC卡被排除在互通範圍外，該種卡片無法在互通使用區間內使用，反之互通卡片亦無法在Hayakaken使用區間內利用。

## 新幹線IC轉乘服務
透過東海道新幹線及山陽新幹線快速預約服務，Hayakaken可在各在来線連絡車站的新幹線-JR在来線直接轉乘閘口使用「IC轉乘服務」換乘，包括：
- SUGOCA範圍 - 博多及小倉車站
- Suica範圍 - 首都圏（東京 - 熱海間[注 2]、東京 - 那須塩原・高崎間）、仙台地区（郡山 - 仙台間）、新潟地区（長岡 - 新潟間）
- TOICA範圍 - 東海地区（三島 - 名古屋間）
- ICOCA範圍 - 関西、山陽地区（米原 - 廣島間）と東北、上越、北陸新幹線内
- ICOCA北陸地区範圍（僅限金澤站）

雖各IC卡原則上能夠互通，但在部份情況下可能無法使用，因此仍需事前確認。

## 備註
1. ↑  購入時須出具相關証明（如：「身心障礙者手帳」、「福岡市高速鐵道福利乘車証」、「戰傷病者手帳」、「原爆倖存者健康手帳」等）。對於需要照護的身心障礙者，在特定情況下除主卡外還可以給予看護人發行附卡。此外，身心障礙者以外及社福折扣証的持卡人，車資社福折扣的有效期限為每年8月31日。
2. ↑  熱海至函南間無法利用。

## 關連項目
- Suica - 由JR東日本、東京單軌電車以及東京臨海高速鐵道共同發行的同類型電子票證。
- SUGOCA - 由JR九州發行的同類型電子票證。
- nimoca - 由西日本鐵道發行的同類型電子票證。

## 外部連結
- ICカードはやかけん／福岡市交通局（页面存档备份，存于）